# Герц, Жак Симон
Жак Симон Герц (фр. Jacques Simon Herz; 31 декабря 1794, Франкфурт-на-Майне — 27 января 1880, Ницца) — французский композитор и пианист австрийского происхождения. Брат Анри Герца.

## Биография
Жак Симон Герц родился 31 декабря 1794 года во Франкфурте-на-Майне в еврейской семье. С 1807 года учился в Парижской консерватории у Луи Бартелеми Прадера.
Преподавал в Париже частным образом (среди его учеников, в частности, Мари Плейель). Концертировал по Европе, много лет преподавал в Англии.
По возвращении в Париж в 1857 году, Герц стал ассистентом в классе своего брата в Парижской консерватории, одновременно оба брата основали собственную частную пианистическую школу.
Написал Большой блестящий вальс, две сонаты для скрипки и фортепиано и другие произведения.
Жак Симон Герц умер 27 января 1880 года в городе Ницце.